# Немецкая математическая олимпиада
Немецкая математическая олимпиада (нем. Deutsche Mathematik-Olympiade (DeMO)) —  общенациональная математическая олимпиада в Германии. Наряду с федеральным конкурсом по математике, считается основным математическим конкурсом Германии.

## История
Первая математическая Олимпиада состоялась в ГДР  в 1961/62 учебном году. 
После воссоединения Германии Олимпиада быстро стала общенациональной. 
Начиная с 1996 года, все 16 земель принимают участие в федеральном туре.

## Города проведения
Города проведения федерального тура с 1991 года:
- 1991: Эрфурт, Тюрингия
- 1992: Эрфурт, Тюрингия
- 1993: Магдебург, Саксония-Анхальт
- 1994: Магдебург, Саксония-Анхальт
- 1995: Фрайберг, Саксония
- 1996: Гамбург
- 1997: Фельберт/Эссен, Северный Рейн-Вестфалия
- 1998: Людвигсфельде/Потсдам, Бранденбург
- 1999: Росток, Мекленбург — Передняя Померания
- 2000: Берлин
- 2001: Магдебург, Саксония-Анхальт
- 2002: Гамбург
- 2003: Бремен
- 2004: Эссен, Северный Рейн-Вестфалия
- 2005: Саарбрюккен, Саар
- 2006: Мюнхен, Бавария
- 2007: Карлсруэ, Баден-Вюртемберг
- 2008: Дрезден, Саксония
- 2009: Любек, Шлезвиг-Гольштейн
- 2010: Гёттинген, Нижняя Саксония
- 2011: Трир, Рейнланд-Пфальц
- 2012: Франкфурт-на-Майне, Гессен
- 2013: Гамбург
- 2014: Грайфсвальд, Мекленбург — Передняя Померания
- 2015: Котбус, Бранденбург
- 2016: Йена, Тюрингия
- 2017: Бремерхафен, Бремен
- 2018: Вюрцбург, Бавария
- 2019: Хемниц, Саксония

планируется:
- 2020: Бонн, Северный Рейн-Вестфалия
- 2021: Берлин
- 2022: Магдебург